# Павлов, Александр Владимирович (геолог)
Александр Владимирович Павлов (1869—1947) — российский и советский геолог, доктор геолого-минералогических наук, профессор, заслуженный деятель науки и техники РСФСР (1944).

## Биография
Родился 23 февраля (7 марта) 1869 года в городе Стародуб, Черниговская губерния в семье дворянина Владимира Павловича Павлова.
В 1887—1892 годах учился на естественном отделении физико-математического факультета Императорского Московского университета. Окончил его с дипломом 1 степени, был удостоен золотой медали за работу о ледниках и рельефе Северного Кавказа.
C 1892 года работал внештатным ассистентом кафедры геологии Московского университета, вёл занятия по минералогии и кристаллографии.
В 1898—1911 и в 1918—1919 годах был приват-доцентом и читал курс лекций по петрографии. В 1919 году был избран профессором по кафедре геологии Московского университета.
C 1899 года вёл занятия по геологии и петрографии на Московских высших женских курсах и в Московском инженерном училище, где получил должность профессора и возглавил кафедру геологии и петрографии.
Путешествовал по России и европейским странам, посетил вулканы Италии — Везувий, Этна, Вулкано, Вулканелло (1895—1898).
В 1900—1912 годах член-сотрудник Геологического комитета.
С 1902 года изучал оползни на железнодорожных путях и на Воробьевых горах в Москве (1912—1913).
В 1910—1914 годах работал в Комиссии по исследованию фосфоритов при Московском сельскохозяйственном институте.
В 1917—1920 годах изучал геологические особенности трассы проектируемого Волго-Донского канала.
В 1936 году ВАК СССР присвоил ему звание профессора и в учёной степени доктора геолого-минералогических наук без защиты диссертации.
В 1939—1940 годах был деканом Инженерно-геологического факультета в Московском инженерном институте, где создал Геологический кабинет, в который вошли музей и лаборатория.
Принимал участие в работе Комиссий по:
- 1926 — обследованию Сызранского тоннеля
- 1927 — строительству Красного стадиона
- 1928 — исследованию устойчивости почвы Екатерининской железной дороги
- 1929 — исследованию устойчивости почвы Лисичанского стекольного завода
- 1930 — проектировании мостов около городов Нижний Новгород и Саратов
- 1932 — исследованию устойчивости почвы Забайкальской железной дороги
- 1932 — проектированию Дворца Советов (1932—1935)
- 1933 — изучению сейсмичности в районе города Алма-Ата
- 1934 — изучению устойчивости местности химического завода в районе города Кинешма
- 1936 — рассмотрению проекта моста через реку Дон в городе Ростов
- 1937 — изучению причин деформации зданий завода около города Запорожье
- 1938 — изучению устойчивости основания элеватора в городе Куйбышеве
- 1941 — изучению карста около города Уфа.

Работал в Комитете по делам высшей школы при разработке и рассмотрении программ по геологическим наукам (1936—1940), в научно-техническом совете по разработке геологической части программы и технических указаний по проектированию и строительству в условиях военного времени и восстановительного периода (1941—1945).
Cкончался 25 апреля 1947 года в Москве.

## Членство в организациях
- 1894 — МОИП, секретарь (1909—1911)[2]
- 1903 — Императорское Санкт-Петербургское минералогическое общество
- 1911 — Императорское общество любителей естествознания, антропологии и этнографии (геологическое отделение)
- 1925 — член-основатель Общества изучения Урала, Сибири и Дальнего Востока.
- Геологическое общество Франции
- Минералогическое общество Великобритании и Ирландии
- почётный член Общества геологии, палеонтологии и гидрогеологии Бельгии.